# 노바라 유나이티드
노바라 유나이티드(Novara United)는 이탈리안 베이스볼 리그의 프로 야구 팀이다. 이탈리아 노바라를 연고로 하고 있다.